# Drapeau des Green Mountain Boys

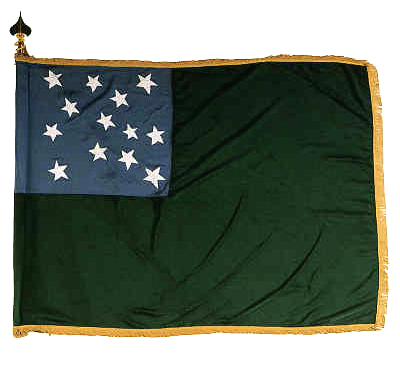
Réplique du drapeau de 1777 de la bataille de Bennington.

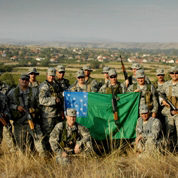
Une unité de la Garde Régimentaire du Vermont affichant le drapeau à l'étranger.

Le drapeau des Green Mountain Boys, également connu sous le nom de Stark Flag, est une reconstitution d'un drapeau régimentaire couramment utilisé par les Green Mountain Boys, . Un reste d'un drapeau des Green Mountain Boys, appartenant à l'origine à John Stark, est la propriété du Bennington Museum. Il existe toujours comme l'un des rares drapeaux régimentaires de la révolution américaine. Bien que Stark ait été à la bataille de Bennington et ait probablement arboré ce drapeau, la bataille est devenue plus communément associée auBennington Flag, qui serait une bannière du XIXe siècle.
Aujourd'hui, le drapeau est utilisé comme drapeau régimentaire de l'unité de la Garde Régimentaire du Vermont . Le drapeau régimentaire, également connu sous le nom de «battle flag» ou drapeau de guerre, accompagne l'unité en mission de combat et est physiquement remis au commandant du régiment, comme l'a décrit l'ancien adjudant général de la Garde nationale du Vermont, Martha Rainville dans une interview. Le drapeau est également un symbole du mouvement sécessionniste du Vermont. L'équipe de football de l'Université de Castleton a également présenté le drapeau lors de ses cérémonies d'avant-match depuis sa création en 2009.

## Conception
La reconstruction commune consiste en un champ vert et une constellation de treize étoiles blanches à cinq branches représentant les treize colonies disposées selon un motif naturel dans un canton azur. Les fragments existants se composent du canton du drapeau, qui a des restes de soie verte sur trois côtés, et un morceau de tissu vert avec des fioritures d'ailleurs sur le drapeau.